# Pomerania Anteriore

Emblema della Pomerania

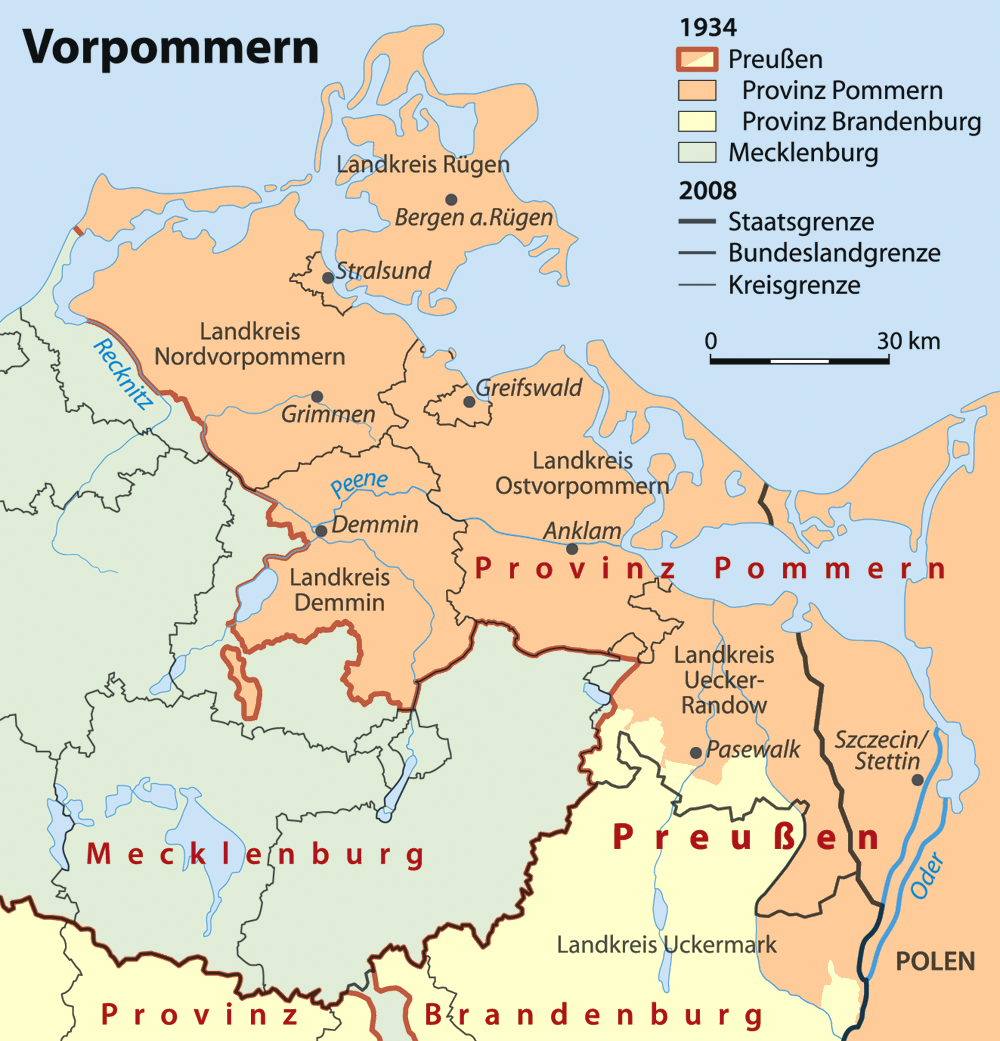
Pomerania Anteriore nel 1934 ed oggi

La Pomerania Anteriore (in tedesco Vorpommern) è in senso politico la denominazione della parte della prussiana Provincia di Pomerania rimasta alla Germania dal 1945 e con il Meclemburgo forma il Land Meclemburgo-Pomerania Anteriore. Essa comprende la parte orientale del Land, ampia circa un terzo di quest'ultimo.
La Pomerania Anteriore si trova a nord-est della Germania e confina: ad est, con la Polonia, ad ovest con la parte del Land denominata Meclemburgo, a nord con il Mar Baltico e a sud con il Brandeburgo.

## Termini e confini
Con Pomerania Anteriore si intende (all'opposto di quella Posteriore) fin dalla pace di Vestfalia del 1648 quella parte di Pomerania che sta alla sinistra del fiume Oder, l'Oder stesso e la città di Stettino. Con la ridefinizione dei confini del 1945, che lasciano l'Oder da Mescherin proseguendo verso ovest, la zona tra questi, il fiume e le città di Stettino, Swinemünde e Neuwarp è passata alla Polonia.
Nel linguaggio comune della popolazione tedesca cacciata da quella zona viene per questo utilizzato il termine Stettiner Zipfel, affinché sia chiaro che questa parte della Pomerania, ceduta alla Polonia, non apparteneva storicamente alla Pomerania Posteriore. Attualmente viene utilizzato generalmente per la parte tedesca il concetto di Pomerania Anteriore.

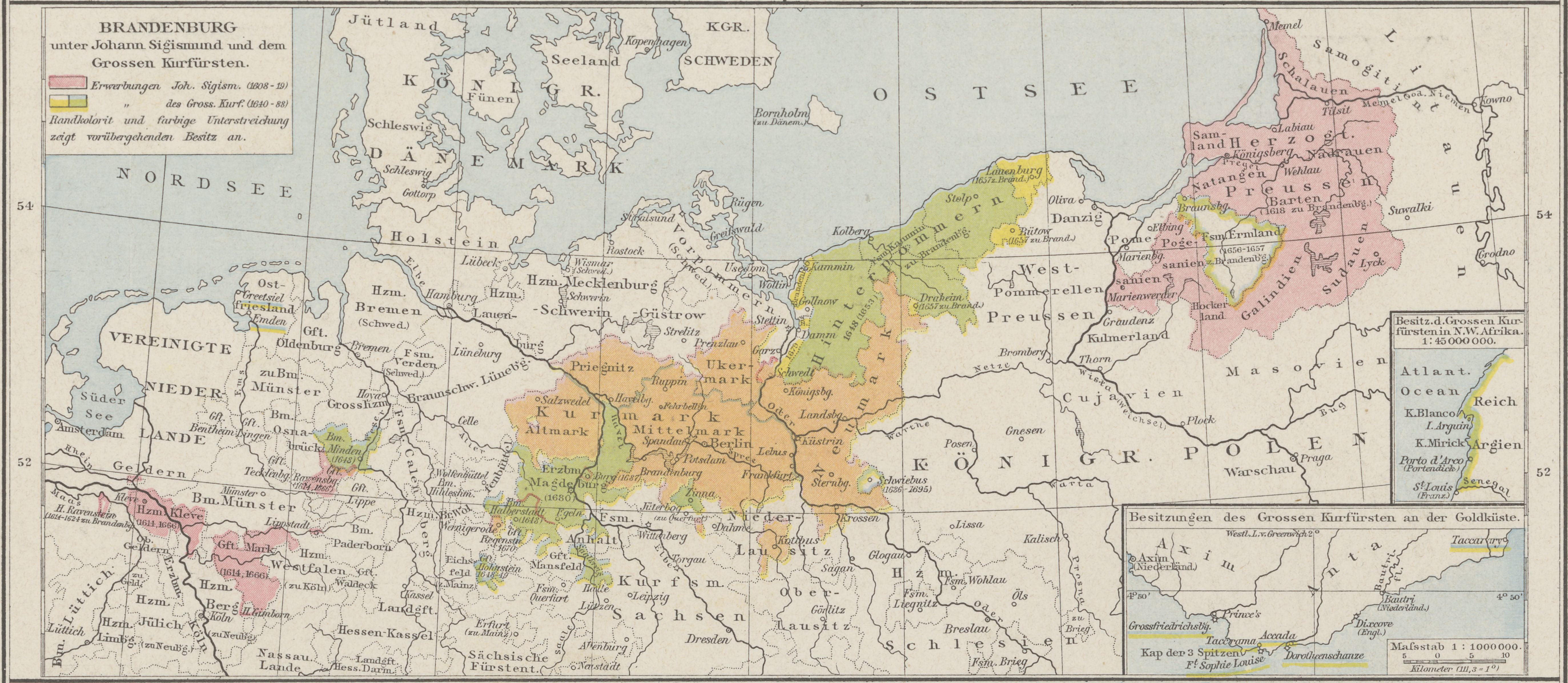
Carta del 1886 con la Pomerania Anteriore e Posteriore

Il confine storico fra il Meclemburgo e la Pomerania Anteriore è, dalla costituzione della Provincia nella DDR, avvenuta nel 1952, in gran parte andata perduto. Oggi esso sopravvive solo come confine fra le due diocesi evangeliche, quella evangelico-luterana del Meclemburgo e quella evangelica della Pomerania, così come fra le due diocesi cattoliche.
Esso si estende dall'istmo di Fischland ad est di Ahrenshoop verso sud, attraversa il Saaler Bodden fino a Recknitzmündung, incontra Ribnitz, segue il Recknitz ed il Trebel verso nord fino a Demmin, per incontrare il Peene, che segue fino al Kummerower See, lo attraversa e lo lascia lungo l'Ostpeene. A sud di Altentreptow incontra il confine con il circondario di Meclemburgo-Strelitz, gira intorno a Werder ed al Friedländer Große Wiese fino ad incontrare, a sud di Rothemühl, il confine con il Brandeburgo.
Con la riforma dei circondari del 1994 vi fu il progetto di far rivivere questi antichi confini tra le nuove province nel Land Meclemburgo-Pomerania Anteriore, ma il progetto non fu realizzato.  
Così oggi il confine corre attraverso la Pomerania Anteriore Settentrionale, la cui piccola parte occidentale che comprende Ribnitz-Damgarten, parte di Ribnitz, effettivamente appartiene al Meclemburgo, e fino al 2011 divideva il circondario di Demmin in tre parti, appartenenti due alla Pomerania Anteriore (gran parte degli antichi circondari di Altentreptow e Demmin) ed uno al Meclemburgo (gran parte dell'antico circondario di Malchin). Fino al 1937 la exclave di Zettermin presso Stavenhagen apparteneva alla Pomerania Anteriore e per accordo fra stati passò al Meclemburgo.
Tuttavia il confine con il Meclemburgo, in gran parte effettivo già fin dal tardo medioevo, venne definitivamente assegnato solo con un contratto fra gli stati della Prussia e del Meclemburgo del XIX secolo. Curiosamente appartiene senza dubbio al confine Wolde, situata presso Altentreptow, dove la linea confinaria passa in mezzo alla località.

## Geografia
La Pomerania Anteriore è innanzitutto contornata dalle sue lunghe coste che includono gran parte di quelle del Meclemburgo-Pomerania Anteriore. Ad essa appartengono le due maggiori isole tedesche: Rügen ed Usedom.
La città più grande della Pomerania Anteriore è la antica e potente città anseatica di Stralsund, che ancor oggi ha una sua importanza economica. Un importante centro intellettuale e giuridico è l'antica Università Ernst-Moritz-Arndt di Greifswald, a circa 35 km a sud di Stralsund. Le città di Stralsund e Greifswald insieme costituiscono, dopo Rostock, il secondo centro più popolato del Land Meclemburgo-Pomerania Anteriore. Il lago interno maggiore è il Kummerower See. Nella Pomerania Anteriore vi sono due parchi nazionali: il Parco Nazionale del Bodden ed il Parco Nazionale Jasmund. Un'altra zona naturale protetta è la valle del Peene.

## Storia
Il nome di Pomerania Anteriore risale al 1532 quando avvenne la suddivisione in due zone della Pomerania nei ducati di Pomerania-Wolgast e di Pomerania-Stettino, 
Mentre dal 1295 esisteva una suddivisione in ducato del nord (Pomerania-Wolgast) ed uno del sud (Pommern-Stettin), solo nel 1532 la suddivisione assunse la "direzione". Dopo la pace di Vestfalia (1648) la parte del territorio continentale appartenente al Regno di Svezia ricomprese anche l'intero estuario dell'Oder e la vecchia diocesi di Cammin.
La parte della Pomerania Anteriore a sud del fiume Peene con Stettino e le isole di Usedom e Wollin passarono nel 1720 alla Prussia. Di conseguenza divenne d'uso comune la denominazione "Pomerania Antica". La parte nord appartenne ancora fino al 1814 alla Svezia (Pomerania svedese o anche "Nuova Pomerania"), allorché fu promessa alla Danimarca in sostituzione della Norvegia, il che non ebbe conseguenze pratiche, dato che la Danimarca non aveva denaro sufficiente per pagare alla Svezia i debiti derivanti dai danni di guerra. Questi furono assunti dalla Prussia nell'autunno del in cambio della cessione alla medesima della intera Pomerania svedese.
Dopo la seconda guerra mondiale gran parte di essa passò alla DDR e fu unita al Meclemburgo per formare il Land Meclemburgo-Pomerania Anteriore. Nel 1947 l'Amministrazione Militare Sovietica della Germania dispose affinché la regione fosse ribattezzata Meclemburgo, al fine di eliminare il nome di Pomerania anche dal linguaggio comune. Nel 1952 essa divenne parte dei circondari di Rostock e del Nuovo Brandeburgo. La parte meridionale dello Stettiner Zipfel passò al circondario di Francoforte sull'Oder, che coincide in gran parte con l'odierno Amt Gartz (Oder).
Nel 1990 la Pomerania Anteriore divenne parte dello stato federale Meclemburgo-Pomerania Anteriore. Poiché il rimaneggiamento degli stati federali nella DDR fu compiuto seguendo i già esistenti confini di circondario, Gartz rimase nel Brandeburgo mentre, ad esempio, Strasburgo in Uckermark decise, con un plebiscito, di rimanere nel Land del Meclemburgo-Pomerania Anteriore.
Per riunire le zone della Pomerania Posteriore ed Anteriore fu fondata, nell'ambito della cooperazione europea, l'Euroregione Pomerania. Gli Accordi di Schengen ed anche il successivo ingresso della Polonia nell'UE, portò a superare la divisione della Pomerania.

Struttura amministrativa della Pomerania Anteriore secondo la progettata riforma dei Circondari nel 2011

Con la progettata riforma dei Circondari nel 2011 la struttura amministrativa della Pomerania Anteriore venne riordinata. Il circondario misto di Demmin fu ripartito secondo i confini storici e l'intera Pomerania Anteriore venne suddivisa in due nuove circoscrizioni: Pomerania Settentrionale e Pomerania Meridionale. Tuttavia i confini storici fra Pomerania e Meclemburgo non vennero totalmente ripristinati.

## Economia

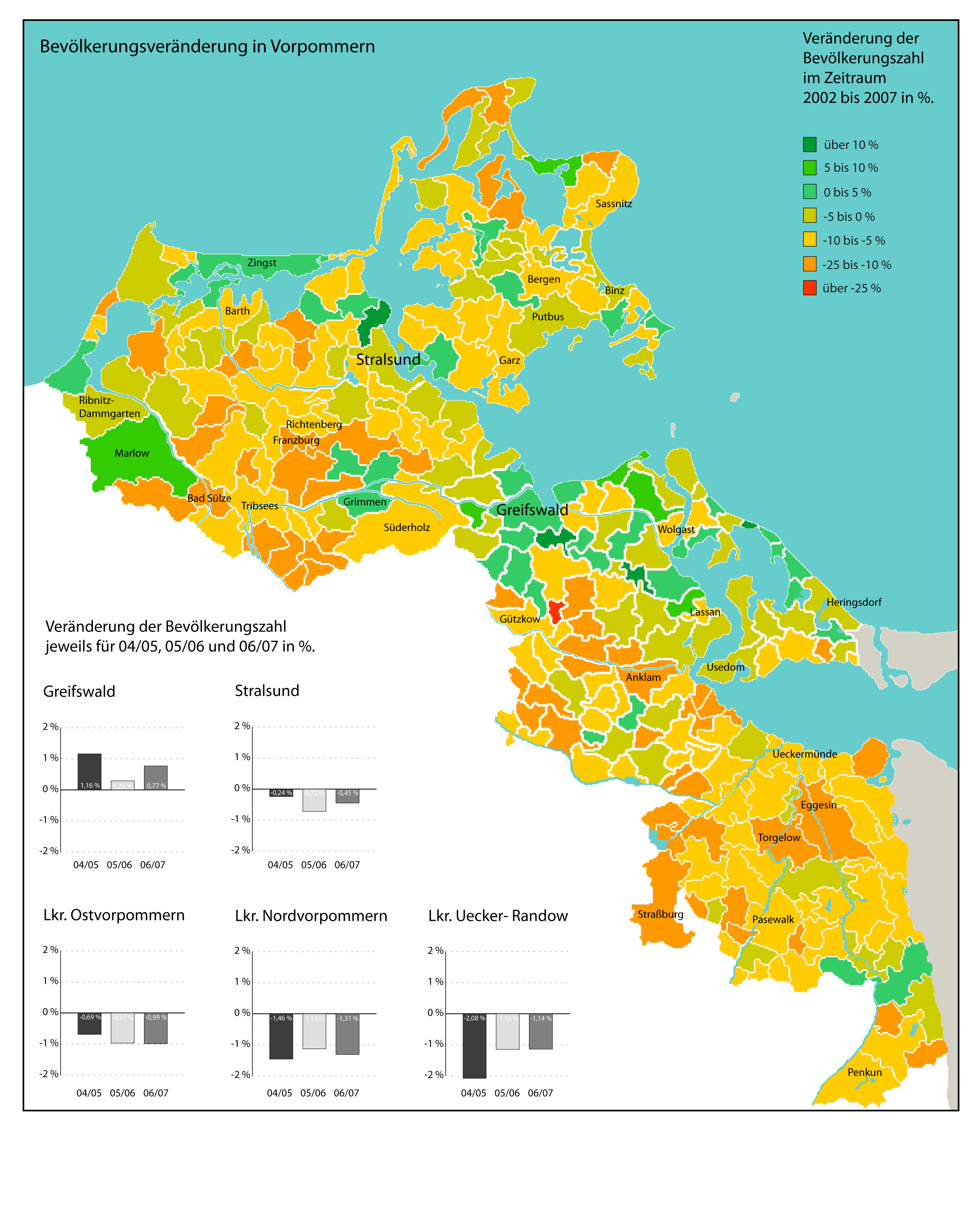
Mutamenti demografici nella Pomerania Anteriore dal 2002 al 2007

Oggi la zona vive del crescente apporto turistico, soprattutto nelle isole di Rügen, Hiddensee ed Usedom e nelle penisole di Darß e Zingst. A Stralsund e a Wolgast sono attivi due cantieri navali e a Greifswald un costruttore di imbarcazioni da diporto. Altre industrie ed aziende di alta tecnologia si trovano nell'area dell'ex Centrale nucleare di Lubmin sul Bodden di Greifswald. Nella brughiera di Ueckermünd si trova una delle più moderne acciaierie d'Europa.
Dalla facoltà di medicina e scienze naturali dell'Università Ernst-Moritz-Arndt e dall'Istituto Max Planck di fisica del plasma, entrambi a Greifswald sono emerse con sempre maggior successo industrie tecnologicamente avanzate, in particolare nel campo delle biotecnologie. A questo Greifswald deve, nonostante l'elevata disoccupazione, la fama di uno die centri di maggior sviluppo fra i nuovi stati federali.
In particolare sono strutturalmente deboli le zone all'interno delle coste del Mar Baltico (circondari di Demmin e di Uecker-Randow). Queste aree vivevano sull'economia locale e sull'esercito. Molti posti di lavoro andarono persi dopo la riunificazione tedesca.
La Pomerania anteriore è attraversata dall'autostrada del Baltico (autostrada federale n. 20) che porta da Lubecca attraverso Rostock e Stralsund fino all'incrocio autostradale di Uckermark, dell'autostrada Berlino - Stettino.

## Turismo
Il turismo della Pomerania Anteriore con le sue isole di Rügen ed Usedom ha conosciuto, dalla riunificazione tedesca, uno sviluppo molto dinamico.
So sono registrati tassi di crescita a due cifre nella capacità ricettiva e nel numero di visitatori come nella costruzione delle infrastrutture. Il valore di punta è stato di 25,9 milioni di pernottamenti nel 2003. Tuttavia la curva di crescita si è appiattita e nel 2004 ha registrato un minimo. Dal 2005 essa è nuovamente risalita. Le statistiche ufficiali indicavano per il 2006 oltre 24,7 milioni di presenze nell'anno 2006 per l'intero Meclemburgo-Pomerania Anteriore. Il 2007 dovrebbe vedere il risultato più alto fino al momento con 26,3 milioni di presenze. La Pomerania anteriore, senza Rügen ed Hiddensee, che contano per l'8,9 per cento, presenta una crescita del 6,8% nei pernottamenti oltre la media del paese.
Sono poi da aggiungere i soggiorni non ufficiali, cioè quelli che sfuggono alle statistiche essendo trattati in nero.

## Cultura
La cultura della Pomerania Anteriore si rispecchia al meglio nelle antiche città storiche di Stralsund e Wismar, patrimonio dell'umanità secondo l'UNESCO. Nel territorio sono poi presenti numerosi castelli, antiche locande e chiese locali che attendono di essere restaurate. Il Museo Statale della Pomerania, nella città anseatica di Greifswald, patria del pittore tedesco romantico Caspar David Friedrich, rappresenta la storia della cultura locale.
Un grande significato ha parimenti il museo di Storia della cultura di Stralsund, fondato a metà del XIX secolo.

## Suddivisione amministrativa
La Pomerania anteriore è suddivisa nei circondari di:
- Pomerania Anteriore Settentrionale
- Pomerania Anteriore Orientale
- Uecker-Randow
- Circondario di Demmin
- Circondario di Rügen

e le città circondariali indipendenti di:
- Stralsund
- Greifswald

## Città
| - Altentreptow - Anklam - Barth - Bergen auf Rügen - Damgarten - Demmin - Eggesin - Franzburg - Gartz (Oder) | - Garz/Rügen - Greifswald - Grimmen - Gützkow - Jarmen - Lassan - Loitz - Pasewalk - Penkun | - Putbus - Richtenberg - Sassnitz - Stralsund - Torgelow - Tribsees - Ueckermünde - Usedom - Wolgast |

## Lingua
Nella Pomerania anteriore viene ancora usato frequentemente il dialetto locale derivante dal Basso tedesco orientale. Questo si vede nella letteratura tedesca particolarmente nelle due favole dei Fratelli Grimm, "Il pescatore e la moglie" (Von dem Fischer un syner Fru) e Il ginepro (Von dem Machandelboom), così come nella poesia, successivamente musicata, "La mia patria" (Mine Heimat o Wo die Ostseewellen trecken an den Strand cioè "Dove le onde del Baltico si frangono sulla sabbia"), nella quale la poetessa Martha Müller-Grählert descrive la natia Pomerania Anteriore.

## Persone famose originarie della Pomerania Anteriore
- Ernst Moritz Arndt (storico, politico, scrittore)
- Theodor Billroth (chirurgo)
- Johannes Bugenhagen (teologo e riformatore)
- Karl Hermann Konrad von Burmeister (zoologo e medico)
- Hans Fallada (scrittore)
- Caspar David Friedrich (pittore)
- Martha Müller-Grählert (poetessa)
- Wolfgang Koeppen (scrittore)
- Otto Lilienthal (pioniere dell'aviazione)
- Hans Modrow (politico)
- Bernt Notke (pittore e scultore)
- Carl Pauli (linguista e studioso della lingua etrusca)
- Johann Karl Rodbertus (economista)
- Philipp Otto Runge (pittore romantico)
- Günter Schabowski (politico della DDR)
- Carl Wilhelm Scheele (chimico)
- Franka Dietzsch (atleta, campione del mondo nel lancio del disco)